# Pero mollis
Pero mollis är en fjärilsart som beskrevs av Butler 1881. Pero mollis ingår i släktet Pero och familjen mätare. Inga underarter finns listade i Catalogue of Life.